# GUNDAM無雙
《GUNDAM無雙》是由光榮的Omega Force開發，由万代南梦宫游戏發行的PlayStation 3及Xbox 360遊戲。在日本，已經在2007年3月1日發行。遊戲亦正式發行北美版本，並將遊戲宣佈為PlayStation 3及Xbox 360的跨平台遊戲，在日本則會以國際版名義發行Xbox 360版本，而在2008年又突然宣布將移植回PS2版，名稱為《鋼彈無雙SPECIAL》，2008年2月28日發售。

## 簡介
本作的特色是根據光榮的《無雙》系列及著名動畫作品《機動戰士GUNDAM》系列而成。據遊戲開發商所稱，遊戲經過了兩年的開發時間而成。登場的作品包括了宇宙世紀的《機動戰士GUNDAM》、《機動戰士Z GUNDAM》及《機動戰士GUNDAM ZZ》以及在Orginal Mode登場的非宇宙世紀的機動戰士，包括《機動武鬥傳G GUNDAM》、《新機動戰記GUNDAM W》及《∀GUNDAM》以及原創的武者GUNDAM和武者GUNDAMMk-II（PS2版獨有）。

## 模式
官方模式：操作《機動戰士GUNDAM》、《機動戰士Z GUNDAM》、《機動戰士GUNDAM ZZ》系列的角色進行官方的故事。
外傳模式：操作包括《機動戰士GUNDAM》、《機動戰士Z GUNDAM》、《機動戰士GUNDAM ZZ》系列的角色跟《機動武鬥傳G GUNDAM》、《新機動戰記GUNDAM W》及《∀GUNDAM》等系列的角色進行原創的新故事。
對戰模式：選用所擁有的角色跟MS進行鋼彈對戰的模式。

## 外部連結
- 官方网站（PS3版）[永久]
- 官方网站（X360版）[永久]
- 官方网站（PS2版）[永久]